# NGC 6855
NGC 6855 (другие обозначения — PGC 64116, ESO 185-63, AM 2002-563) — галактика в созвездии Телескоп.
Этот объект входит в число перечисленных в оригинальной редакции «Нового общего каталога».